# KELT-11 b
KELT-11 b è un pianeta gioviano caldo in orbita attorno alla subgigante gialla KELT-11 (HD 93396), a circa 320 anni luce dalla Terra, nella costellazione del Sestante.

## Denominazione
La designazione adottata per il pianeta riporta il nome del progetto di ricerca che ha condotto alla scoperta, il Kilodegree Extremely Little Telescope (KELT).

## Storia delle osservazioni
Il pianeta è stato scoperto mediante il metodo del transito da osservazioni condotte tra il 2010 e il 2014 con il telescopio KELT-Sud, situato presso il South African Astronomical Observatory, in Sudafrica. Osservazioni condotte nei due anni seguenti hanno permesso di confermare la scoperta, che è stata annunciata nel 2017.
Nell'aprile del 2020 il telescopio spaziale CHEOPS ha effettuato la sua prima misurazione di una curva di luce osservando il transito di KELT-11 b.

## Caratteristiche
KELT-11 b orbita attorno alla stella HD 93396 in 4 giorni, 16 ore e 48 minuti, ad una distanza pari a circa il 6% di quella media della Terra dal Sole, 24 volte quella che separa la Luna dalla Terra. Se fosse nel sistema solare, orbiterebbe molto all'interno dell'orbita di Mercurio, al 16% della distanza dal pianeta dal Sole.
Il fatto che sia stato possibile osservarne numerosi transiti, ha permesso di determinarne con accuratezza le dimensioni. Il raggio di KELT-11 b è pari a 1,3 volte quello gioviano. La sua massa è stata stimata col metodo delle velocità radiali, ottenendo un valore pari a 0,195 MJ. KELT-11 b è dunque meno massiccio di Saturno, occupando un volume maggiore di Giove, risultando uno dei pianeti meno densi che si conoscano. La sua densità è stata stimata in 93 kg/m³.